# Lubja
Lubja est un village de la commune de Viimsi du comté de Harju en Estonie. Au 31 décembre 2011, il compte 472 habitants.